# Дудін Юрій Іванович
Юрій Іванович Дудін (нар. 6 вересня 1906, місто Катеринослав, тепер місто Дніпро — 2 серпня 1976, місто Москва) — український радянський партійний і державний діяч. Постійний представник Ради Міністрів УРСР при Раді Міністрів СРСР. Депутат Верховної Ради Української РСР 2-го скликання. Депутат Верховної Ради СРСР по Роменському виборчому округу 4—9-го скликань. Кандидат у члени ЦК КПУ в 1971—1976 р.

## Біографія
Народився в родині робітника. Трудову діяльність розпочав у 1919 році в місті Ромни учнем токаря, токарем Роменського машинобудівного заводу. У 1922 році вступив до комсомолу.
У 1924—1926 роках — завідувач економічного відділу Роменського окружного комітету ЛКСМУ; 1-й секретар Синівського районного комітету ЛКСМУ на Сумщині.
Член ВКП(б) з 1925 року.
У 1926—1929 роках — на кооперативній роботі в Роменській райспоживспілці. У 1929—1930 роках — старший інспектор Роменської окружної контрольної комісії і робітничо-селянської інспекції.
У 1930—1934 роках — студент Київського агроекономічного інституту.
У 1934—1937 роках — заступник секретаря Коростенського районного комітету КП(б)У Київської області; секретар Радомишльського районного комітету КП(б)У Київської області; завідувач сектору та завідувач відділу шкіл і науки Київського обласного комітету КП(б)У.
У 1937—1939 роках — директор Білоцерківського сільськогосподарського інституту Київської області.
У 1939—1940 роках — на політичній роботі в Червоній армії.
У 1941—1946 роках — заступник директора, директор Московського харчового комбінату; начальник сільськогосподарського відділу Народного комісаріату харчової промисловості СРСР; начальник Головного управління навчальних закладів Народного комісаріату харчової промисловості СРСР.
У жовтні (затв.) — 21 листопада 1946 року — заступник міністра харчової промисловості Української РСР із загальних питань.
21 листопада 1946 — 23 грудня 1949 року — міністр харчової промисловості Української РСР.
У 1949—1953 роках — 1-й заступник міністра м'ясної і молочної (харчової) промисловості СРСР.
У серпні 1953 — березні 1976 року — постійний представник Ради Міністрів УРСР при Раді Міністрів СРСР.
З березня 1976 року — персональний пенсіонер союзного значення. Похований на Новодівочому кладовищі міста Москви.

## Нагороди
- орден Леніна (23.01.1948)
- орден Жовтневої Революції (1971)
- чотири ордени Трудового Червоного Прапора (в т.ч. 31.08.1956; 26.02.1958; 22.03.1966)
- орден «Знак Пошани» (16.11.1942)
- медаль «За доблесну працю. В ознаменування 100-річчя з дня народження Володимира Ілліча Леніна» (1970)
- медалі
- Почесна грамота Президії Верховної Ради Української РСР (.08.1966)